# Coupe d'Europe des vainqueurs de coupe masculine de handball 1985-1986
Navigation
Coupe des Coupes 1984-1985 Coupe des coupes 1986-1987
La Coupe d'Europe des vainqueurs de coupe masculine de handball 1985-1986 est la 11e édition de la Coupe d'Europe des vainqueurs de coupe masculine de handball.
Organisée par la Fédération internationale de handball (IHF), la compétition est ouverte à 23 clubs de handball d'associations membres de l'IHF. Ces clubs sont qualifiés en fonction de leurs résultats dans leur pays d'origine lors de la saison 1984-1985.
Elle est remportée par le club espagnol du FC Barcelone, vainqueur en finale du club ouest-allemand du TV Großwallstadt.

## Résultats

### Tour préliminaire
| Équipe 1            | Score    | Équipe 2               | Aller | Retour |
| ------------------- | -------- | ---------------------- | ----- | ------ |
| SK Avanti Lebbeke   | 36 – 40  | Hellerup IK Copenhague | 18-22 | 18-18  |
| HC Salford          | 15 – 72  | Herschi/V&L            | 05-37 | 10-35  |
| HC Köflach          | 48 – 58  | Teka Santander         | 25-27 | 23-31  |
| Arçelik SK Istanbul | 47 – 62  | Veszpremi Epitok       | 24-29 | 23-33  |
| Fredensborg/Ski IL  | 58 – 44  | Atlas Helsinki         | 26-25 | 32-19  |
| Lokomotiva Trnava   | 45 – 35  | Bressanone             | 26-19 | 19-16  |
| AS Fílippos Véria   | 38E – 38 | Hapoël Rehovot         | 19-17 | 19-21  |
| TV Großwallstadt    | 62 – 27  | HBC Schifflange        | 33-15 | 29-12  |

### Huitièmes de finale
| Équipe 1            | Score   | Équipe 2               | Aller | Retour |
| ------------------- | ------- | ---------------------- | ----- | ------ |
| FC Barcelone        | 42 – 40 | Hellerup IK Copenhague | 24-19 | 18-21  |
| ZMC Amicitia Zürich | 44 – 38 | Herschi/V&L            | 25-19 | 19-19  |
| Vikingur Reykjavik  | 39 – 42 | Teka Santander         | 21-22 | 18-20  |
| Fredensborg/Ski IL  | 43 – 53 | Veszpremi Epitok       | 22-22 | 21-31  |
| SC Empor Rostock    | 47 – 48 | HK Drott Halmstad      | 24-27 | 23-21  |
| USAM Nîmes          | 43 – 60 | HC Minaur Baia Mare    | 21-28 | 22-32  |
| Lokomotiva Trnava   | 69 – 27 | AS Fílippos Véria      | 40-15 | 29-12  |
| TV Großwallstadt    | 49 – 46 | RK Železničar Niš      | 32-21 | 17-25  |

### Quarts de finale
Les résultats des quarts de finale sont :
| Équipe 1            | Score   | Équipe 2          | Aller | Retour |
| ------------------- | ------- | ----------------- | ----- | ------ |
| ZMC Amicitia Zürich | 37 – 45 | FC Barcelone      | 20-23 | 17-22  |
| Teka Santander      | 39 – 45 | Veszpremi Epitok  | 19-16 | 20-29  |
| HC Minaur Baia Mare | 50 – 37 | HK Drott Halmstad | 26-18 | 24-19  |
| Lokomotiva Trnava   | 37 – 46 | TV Großwallstadt  | 16-17 | 21-29  |

### Demi-finales
Les résultats des demi-finales sont :
| Équipe 1            | Score   | Équipe 2         | Aller | Retour |
| ------------------- | ------- | ---------------- | ----- | ------ |
| Veszpremi Epitok    | 46 – 54 | FC Barcelone     | 27-25 | 19-29  |
| HC Minaur Baia Mare | 44 – 47 | TV Großwallstadt | 28-22 | 16-25  |

### Finale
Les résultats de la finale sont :
| Équipe 1     | Score    | Équipe 2         | Aller | Retour |
| ------------ | -------- | ---------------- | ----- | ------ |
| FC Barcelone | 39E – 39 | TV Großwallstadt | 20-18 | 19-21  |

Lors de la finale aller qui a eu lieu le dimanche 4 mai 1986 au Palau Blaugrana, le FC Barcelone s'impose à domicile 20 à 18. Une semaine plus tard, dans la Rudolf-Harbig-Halle d'Elsenfeld, le TV Großwallstadt remporte le match retour 21 à 19 : le FC Barcelone est alors déclaré vainqueur selon la règle du nombre de buts marqués à l'extérieur.

#### Finale aller
| Dimanche 4 mai 1986 | FC Barcelone       | 20 – 18 | TV Großwallstadt | Palau Blaugrana, Barcelone Affluence : 4 000 Arbitrage : Milan Valčić, Milan Mitrović |
| Dimanche 4 mai 1986 | Juan Pedro Muñoz 6 | (11-9)  | 4 joueurs 3      | Palau Blaugrana, Barcelone Affluence : 4 000 Arbitrage : Milan Valčić, Milan Mitrović |
| Dimanche 4 mai 1986 | ×3 ×1              |         | ×2 ×1            | Palau Blaugrana, Barcelone Affluence : 4 000 Arbitrage : Milan Valčić, Milan Mitrović |

| FC Barcelone - Gardiens de but : Miguel Herrero, Veroljub Kosovac - Joueurs de champ : Òscar Grau (1, ), Eugenio Castellví (2, 55e), Juan de la Puente (4 dont 2 pén.), Juan Pedro Muñoz (6 dont 1 pén., ), Antonio Argudo (2), Juan José Uria, José Rubira, Eugenio Serrano (3 dont 1 pén.), Blasco Ariño, Juan Sagalés (2). - Entraîneur : Valero Rivera. | TV Großwallstadt - Gardiens de but : Siegfried Roch, Frank Hofstötter - Joueurs de champ : Claus Hormel, Martin Schwalb (3), Michael Paul (2), Winfried Damm (2), Hans-Jürgen Müller (3), Michael Roth (3, 55e), Manfred Freisler (3 dont 1 pén., ), Karl Gaydoul, Ulrich Gnau , Kurt Klühspies (2). - Entraîneur : Jiří Vícha. |

#### Finale retour
| Dimanche 11 mai 1986 | TV Großwallstadt | 21 – 19 | FC Barcelone       | Rudolf-Harbig-Halle, Elsenfeld Affluence : 3 400 Arbitrage : Ole Christensen, Per Godsk Jørgensen |
| Dimanche 11 mai 1986 | Michael Roth 6   | (9-7)   | Juan Pedro Muñoz 6 | Rudolf-Harbig-Halle, Elsenfeld Affluence : 3 400 Arbitrage : Ole Christensen, Per Godsk Jørgensen |
| Dimanche 11 mai 1986 | ×2               |         | ×6 ×1              | Rudolf-Harbig-Halle, Elsenfeld Affluence : 3 400 Arbitrage : Ole Christensen, Per Godsk Jørgensen |

| TV Großwallstadt - Gardiens de but : Siegfried Roch - Joueurs de champ : Claus Hormel, Martin Schwalb (2), Michael Paul, Winfried Damm (2), Hans-Jürgen Müller (4), Michael Roth (6), Manfred Freisler (4, ), Karl Gaydoul (3), Ulrich Gnau (, ), Kurt Klühspies. - Entraîneur : Jiří Vícha. | FC Barcelone - Gardiens de but : Miguel Herrero - Joueurs de champ : Òscar Grau (1, ), Eugenio Castellví (), Juan de la Puente (2, 34e), Juan Pedro Muñoz (6 dont 1/1 pén.), Antonio Argudo, Juan José Uria (4 dont 1/1 pén.), José Rubira, Eugenio Serrano (3 dont 1/1 pén.), Blasco Ariño (), Juan Sagalés (3). - Entraîneur : Valero Rivera. |